# Daryl Holton
Pour les articles homonymes, voir Holton.
Daryl Keith Holton (23 novembre 1961 - 12 septembre 2007) est un américain, vétéran de la Guerre du Golfe, condamné pour des meurtres d'enfants. Il a été exécuté par électrocution dans l'État de Tennessee, le 12 septembre 2007 à la Riverbend Maximum Security Institution (en) à Nashville.

## Crime
Holton, un vétéran de la Guerre du Golfe, avait 36 ans quand il tue par arme à feu ses trois jeunes fils et leur demi-sœur (Stephen Edward Holton (12), Brent Holton (10), Eric Holton (6) et Kayla Marie Holton (4)) avec un fusil semi-automatique de fabrication chinoise, le 30 novembre 1997, dans le garage où il a travaillé à  Shelbyville, Tennessee. Holton était divorcé, et son ex-femme avait obtenu la garde des enfants. Environ une heure plus tard, Holton se rend à la police de Shelbyville ; il avoue aux enquêteurs qu'il vient de tuer ses enfants, car « les familles doivent rester ensemble ; un père avec ses enfants ». Il dit aussi qu'il avait l'intention de tuer son ex-femme, puis lui-même, mais avait finalement changé d'avis,.

## Procès
Lors de son procès en juin 1999, Holton a refusé de témoigner en son nom propre, bien que son avocat ait cherché à convaincre le jury qu'il ne pouvait être tenu responsable de ses actes à cause d'une atteinte mentale au moment de la tuerie. Les témoins de la défense ont indiqué que Holton avait montré des signes d'intoxication au monoxyde de carbone, sans être cependant en mesure de prouver qu'il avait été exposé à ce gaz. Les psychiatres de l'état et de la défense ont également indiqué que Holton était atteint de trouble dépressif majeur et de troubles de la personnalité de type passif-agressif au moment des meurtres. Le jury a rejeté la folie invoqué par la défense ; Holton a été reconnu coupable et condamné à mort.
Au cours de sa détention, Holton devient un expert juridique amateur. Il prend alors des mesures pour ignorer l'automatique et volontaire processus d'appel accordée à tous les condamnés, hommes et femmes, en vertu de la loi de l'état et des États-Unis. Il refuse également de coopérer avec les défenseurs nommés par le gouvernement fédéral ou par l'État pour lui apporter aide et conseils. Pour cette raison, il est souvent inclus dans le groupe décrit comme « les bénévoles » du couloir de la mort.

## L'exécution
Holton choisit de mourir sur la chaise électrique, plutôt que par injection létale, devenu la norme en matière d'exécution dans le Tennessee. Les condamnés à mort ayant commis leurs crimes avant le 31 décembre 1998 alors que la chaise électrique était encore la méthode officielle d'exécution sont autorisés à choisir entre les deux méthodes. Holton fut la première personne à être exécutée par électrocution dans le Tennessee en 47 ans. Quelques instants avant son exécution, le gardien de prison Ricky Bell demande à Holton s'il avait préparé ses derniers mots. Il a répondu : « En deux mots : je veux ». Il décide de ne pas prendre le traditionnel dernier repas avant son exécution, et au lieu de cela, mange le repas ordinaire de la prison, qui se composait de riblets sur un pain, de légumes, de haricots cuits au four, d'un gâteau blanc avec glaçage blanc et de thé glacé.
L'exécution de Holton fut la quatrième dans le Tennessee depuis 2000, et la première par chaise électrique depuis celle de William Tines en 1960 (la dernière exécution avant l'arrêt Furman v. Georgia de 1972 qui abolit de facto la peine de mort aux États-Unis). C'était aussi la première utilisation de la chaise électrique dans le Tennessee après sa rénovation par Fred A. Leuchter (en) (également connu pour être l'auteur du très controversé rapport Leuchter) et son déménagement de l'ancienne Prison d'État du Tennesse à Riverbend. Holton a été le troisième détenu du couloir de la mort exécuté sous l'administration du Gouverneur Phil Bredesen. Il fut également le premier Américain mis à mort par électrocution depuis plus d'un an. Le dernier était Brandon Wayne Hedrick, en Virginie, qui choisit également l'électrocution plutôt que l'injection. Son corps fut incinéré après son exécution. Un  compte rendu de l'exécution a été publié par l'avocat de Holton, David Raybin.

## La controverse
Son affaire a soulevé une certaine controverse à cause des rumeurs de maladie mentale pointées lors de son procès. Alors que l'exécution des handicapés mentaux a été interdite par la Cour suprême américaine à la suite de l'affaire Atkins v. Virginie de 2002, l'exécution des malades mentaux n'a jamais été reconnue comme une violation du Huitième Amendement.[pas clair]
Holton, ses motivations et l'éthique autour de son exécution sont examinés dans le film documentaire Robert Blecker Wants Me Dead.